# Исаченко, Анатолий Григорьевич
Анато́лий Григо́рьевич Исаче́нко (28 мая 1922, Гомель — 2 марта 2018, Санкт-Петербург, Россия) — советский и российский географ, физико-географ, ландшафтовед и картограф. Почётный профессор Санкт-Петербургского государственного университета, почетный член Русского географического общества, заслуженный деятель науки Российской Федерации. Доктор географических наук, профессор.
Лауреат Премии Правительства Российской Федерации в области науки и техники (2005), Большой золотой медали Русского географического общества за ученые труды (1994).

## Научная карьера
- В 1947 окончил кафедру картографии географического факультета Ленинградского университета
- с 1950 года — ассистент кафедры физической географии географического факультета Ленинградского государственного университета
- с 1952 года — доцент кафедры физической географии
- с 1964 профессор кафедры физической географии
- с 1972 заведующий кафедрой (до 1983)
- с 1983 заведующий лабораторией ландшафтного и тематического картографирования НИИ географии ЛГУ
- в 1999 году присвоено почетное звание заслуженного деятеля науки Российской Федерации
- с 2002 — ведущий научный сотрудник НИИ географии СПбГУ
- в 2006 году присвоено звание «Почетный профессор СПбГУ»

А. Г. Исаченко являлся почетным членом Русского географического общества, состоял членом ученого совета и президиума Общества, был главным редактором журнала «Известия Русского географического общества» (2002—2018). Избран почетным членом Словацкого географического общества.
Похоронен на Богословском кладбище Санкт-Петербурга.

## Вклад в географию
Автор более 400 научных работ, в том числе более 30 монографий. Исследования общих закономерностей физико-географической дифференциации, классификации ландшафтов, труды по физико-географическому районированию, составлению ландшафтных карт. Работы по истории и теории географической науки (классификация географических наук, уточнение понятийно-концептуального аппарата географии).

## Награды
- Золотая медаль имени П. П. Семёнова (1963)[1]
- Премия Ленинградского университета (1966, 1968, 1981)
- Большая золотая медаль РГО за ученые труды (1994)
- Премия Правительства РФ в области науки и техники (2005) — в составе авторского коллектива «Экологического атласа России»

## Основные работы
- Основные вопросы физической географии. — Л.: Изд-во ЛГУ, 1953. — 392 с.
- Физико-географическое картирование. — Л.: Изд-во ЛГУ. Т. 1, 1958, 232 с.; Т. 2, 1960. 231 с.; Т. 3, 1961. 268 с.
- Основы ландшафтоведения и физико-географическое районирование / А. Г. Исаченко. — М.: Высшая школа, 1965. — 328 с. — 3000 экз. (в пер.)
- Физико-географическое районирование Северо-Запада СССР / З. В. Дашкевич, Е. В. Карнаухова; Под ред. А. Г. Исаченко. — Л.: Изд-во ЛГУ, 1965. — 248 с. (в пер.)
- Развитие географических идей / А. Г. Исаченко. — М.: Мысль, 1971. — 416 с. — 3000 экз. (в пер.)
- Прикладное ландшафтоведение. Ч. 1. — Л.: Изд-во ЛГУ, 1976. — 152 с.
- Оптимизация природной среды. — М.: Мысль, 1980. — 264 с.
- Методы прикладных ландшафтных исследований. — Л.: Наука, 1980. 224 с.
- Ландшафты СССР. — Л.: Изд-во ЛГУ, 1985. — 320 с.
- Ландшафты / А. Г. Исаченко, А. А. Шляпников. — М.: Мысль, 1989. — 504 с. — (Природа мира). — 40 000 экз. — ISBN 5-244-00177-9. (в пер.)
- Ландшафтоведение и физико-географическое районирование: Учебник для вузов. — М.: Высшая школа, 1991. — 366 с.
- Экологическая география Северо-Запада России: В 2 ч. — СПб.: Русск. геогр. об-во, 1995. Ч. 1. 208 с.; Ч. 2. 296 с.
- Экологическая география России / А. Г. Исаченко; Санкт-Петербургский государственный университет. — СПб.: Издательский дом СПбГУ, 2001. — 328 с. — 800 экз. — ISBN 5-288-02517-7. (обл.)
- Введение в экологическую географию: Учебное пособие / А. Г. Исаченко; Санкт-Петербургский государственный университет. — СПб.: Издат. дом СПбГУ, 2003. — 192 с. — 1000 экз. — ISBN 5-288-02595-9. (обл.)
- Введение в экологическую географию / А. Г. Исаченко; Санкт-Петербургский государственный университет. — СПб.: Издат. дом СПбГУ, 2003. — 192 с. — 1000 экз. — ISBN 5-288-02595-9. (обл.)
- Теория и методология географической науки / А. Г. Исаченко. — М.: Академия, 2004. — 400 с. — (Высшее профессиональное образование). — 5100 экз. — ISBN 5-7695-1693-3. (в пер.)
- Ландшафтная структура Земли, расселение, природопользование / А. Г. Исаченко; Санкт-Петербургский государственный университет. — СПб.: Издат. дом СПбГУ, 2008. — 320 с. — 400 экз. — ISBN 978-5-288-04836-4. (в пер.)
- Избранные труды (к 90-летию со дня рождения). СПб.: Изд-во «ВВМ», 2012. 486 с.